# Хаскин (лунный кратер)
Кратер Хаскин (лат. Haskin) — крупный ударный кратер в области Северного полюса на обратной стороне Луны. Название присвоено в честь американского химика и геохимика Ларри Хаскина (1934—2005) и утверждено Международным астрономическим союзом 22.01.2009 г.

## Описание кратера
Ближайшими соседями кратера являются примыкающий на северо-востоке кратер Хевеши; кратер Сирс на юго-востоке; кратер Шварцшильд на юге; кратер Ши Шэнь на юго-западе и кратер Нансен на западе. Селенографические координаты центра кратера 81°31′ с. ш. 133°10′ в. д. / 81,51° с. ш. 133,16° в. д., диаметр 66.6 км, глубина 2,4 км.
Кратер Хаскин имеет полигональную форму и значительно разрушен. Вал сглажен, перекрыт множеством мелких и небольших кратеров, максимальной высоты достигает в западной части в месте прилегания вала сателлитного кратера Пласкетт V. Дно чаши сравнительно ровное, испещрено множеством мелких кратеров.
Является кратером вечной тьмы.

## Сателлитные кратеры
Отсутствуют.